# Richard Hyung-ki Joo
Richard Hyung-ki Joo, né en 1973 est un  pianiste, compositeur, et arrangeur britannique d’origine sud-coréenne.

## Biographie
Né en Angleterre de parents sud-coréens, Hyung-ki Joo a commencé sa formation au Royaume-Uni à l'École Yehudi Menuhin avec Peter Norris et Seta Tanye. Plus tard il  obtient un diplôme et une maîtrise en musique de la Manhattan School of Music, où il étudie avec Nina Svetlanova et d’autres enseignants comme Richard Goode ou  Oleg Maisenberg.
En tant que soliste, il a joué avec des chefs d'orchestre tels que Sergiu Comissiona, Andrei Andreev, Rumon Gamba, Daniel Raiskin et Yehudi Menuhin. 
En 2001, il fonde avec Rafal Payne et Thomas Carroll un trio de  piano appelé DIMENSION.
Il a également créé et interprété plusieurs spectacles qui intègrent la musique classique à la comédie, (Fantasies & Delusions). Son spectacle, A Little Nightmare Music, co-créé  en duo avec Aleksey Igudesman (en), a été joué  un peu partout dans le monde après sa première mondiale au Mozart Hall du Musikverein de Vienne.